# Ronnie Cuber
Ronald Edward Cuber, dit Ronnie Cuber est un saxophoniste baryton américain de jazz né le 25 décembre 1941 à New York et mort le 7 octobre 2022 dans la même ville. 

## Carrière

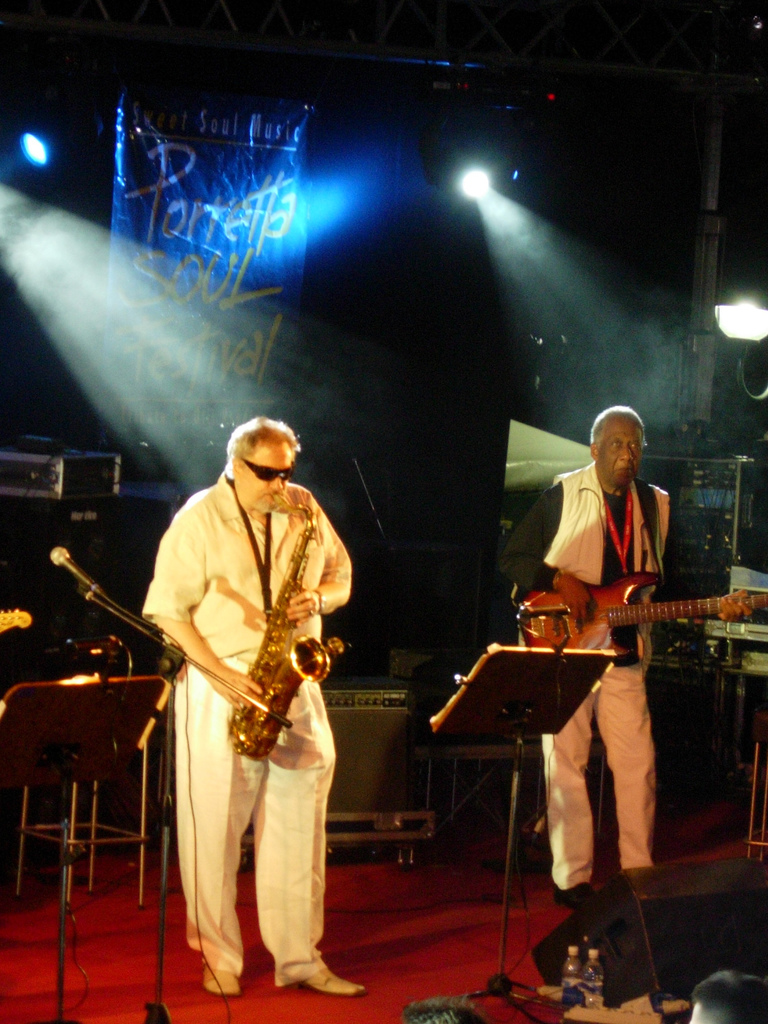
Ronnie Cuber et Chuck Rainey en 2005.

Ronnie Cuber a joué du hard bop et du latin jazz, ainsi que de la musique pop.
Il a été le saxophone baryton du Mingus Big Band, a joué de la flûte sur un album d'Eddie Palmieri et a également joué pour des musiciens comme Paul Simon et Eric Clapton.
Sa première coopération notable a été avec Slide Hampton et Maynard Ferguson. Puis, de 1966 à 1967, Cuber a travaillé avec George Benson. Il a aussi été membre du nonet de Lee Konitz de 1977 à 1979.
En 1998, il forme avec Nick Brignola et Gary Smulyan un trio de saxophones baryton, The Three Baritone Saxophone Band qui rend hommage à Gerry Mulligan dans l'album Plays Mulligan.